# Formotosena seebohmi
Formotosena seebohmi (Syn.: Tosena seebohmi) ist mit einer Körperlänge von 7,5 Zentimetern und einer Flügelspannweite von 15 Zentimetern und mehr einer der größten Vertreter aus der Familie der Singzikaden.

## Aussehen
Diese Tiere sind am Kopf und dem Thorax schwarz-grün gefärbt. Der Abdomen ist völlig schwarz. Die Flügel sind ebenfalls schwarz und haben dünne, längliche, braune Äderchen, von denen kurze, dicke braune Streifen beidseitig entlang der Flügeladern verlaufen. Die Coxa ist bräunlich, die Trochanter, die Tibia und der Tarsus sind völlig schwarz. Am Kopf tragen sie zwei dünne, kurze, schwarze  Antennen, die Facettenaugen sind ebenfalls schwarz. Aufgrund dieser Färbung sind sie in ihrem Lebensraum gut vor Fressfeinden getarnt.

## Verbreitung
Diese Singzikaden-Art kommt in Südostasien und in Australien vor.

## Lebensweise
Formotosena seebohmi bevorzugt hohe Bäume und Sträucher als Lebensraum. Sie zapft dünne Zweigen an, um an den Pflanzensaft zu kommen, von dem sie sich ernährt. Die Männchen geben sehr gut hörbare Töne von sich.

## Fortpflanzung
Mit seinem scharfen Legestachel sticht das Weibchen einen dünnen Pflanzentrieb an. In diese Öffnung legt es dann seine Eier ab.
5 bis 7 Tage nach der Eiablage schlüpfen die Larven. Sie verkriechen sich sofort danach im Erdboden und ernähren sich von den Säften aus den Wurzeln von verschiedenen Baum- und Straucharten ihres Lebensraumes. Das Larvenstadium dieser Art dauert mehrere Jahre. Die erwachsenen Tiere graben sich zur Erdoberfläche durch und vollziehen an der Rinde von Bäumen ihre letzte Häutung. Danach heben sie zu ihrem ersten Flug ab.

## Kulturelle Bedeutung
Der Mensch fangt die Art vereinzelt, um sich an deren Gesang zu erfreuen. Im Alten China galten sie als Beschützerin der Jugend, der Kraft und des Lebens.